# Hakea obliqua
Hakea obliqua (лат.) — кустарник, вид рода Хакея (Hakea) семейства Протейные (Proteaceae). Эндемик округов Уитбелт, Большой Южный и Голдфилдс-Эсперанс в Западной Австралии. Цветёт с мая по октябрь.

## Ботаническое описание
Hakea obliqua — прямой, густой кустарник высотой от 0,5 до 3 м. Ветви и новый ростки ржавого цвета. Листья игольчатые, жёсткие, толстые, длиной 1—7 см, шириной 1,1—2,5 мм, оканчивающиеся острой вертикальной вершиной. Цветение происходит с мая по октябрь. Соцветие состоит из 2—8 бело-кремово-жёлтых цветков, иногда с зеленоватым оттенком на стебле длиной 1,3—5 мм. Сильно душистые цветки находятся в пучках в пазухах листьев. Цветоножки имеют длину 3,5—6 мм и густо покрыты сплюснутыми шелковисто-белыми волосками, которые простираются на околоцветник длиной 4,5—7,5 мм. Пестик имеет длину 5,5-10 мм (0,22-0,39 дюйма). Крупные округлые плоды имеют длину 2—4,5 см и ширину 2-4,5 см. Молодые плоды гладкие, с возрастом их поверхность покрывается густыми угловатыми пробковыми выростами. Фрукты сужаются на вершине с изогнутой или прямой точкой длиной 1-6 мм.

## Таксономия
Вид Hakea obliqua был впервые официально описан шотландским ботаником Робертом Броуном в 1810 году в Transactions of the Linnean Society of London. Видовой эпитет — от латинского слова obliquus, означающих «косой», обозначающий нектарную железу, которая находится под уклоном от оси цветка.

## Распространение и местообитание
H. obliqua растёт в южной части Западной Австралии, от хребта Стерлинг до района Албани, до залива Израэлит и внутри страны до Пингрупа. Растет в пустошах и зарослях на песке и супеси.

## Охранный статус
Вид Hakea obliqua классифицируется как «не угрожаемый» Департаментом парков и дикой природы правительства Западной Австралии.